# Sander Izikowitz
Sander Jacob Izikowitz, född 24 maj 1897 i Jönköping, död 30 juli 1973, var en svensk psykiater. Han var bror till Karl Gustav Izikowitz. 
Izikowitz blev medicine licentiat vid Karolinska institutet i Stockholm 1940, medicine doktor 1941 och var docent i psykiatri vid Karolinska institutet 1942–1962. Han innehade olika läkarförordnanden 1926–1942, var förste underläkare vid Beckomberga sjukhus 1942–1946, överläkare där 1946–1962 och styresman 1952–1962. Han tilldelades professors namn 1959. Han författade skrifter i psykiatri, alkohologi och neurologi.